# Tao Tsuchiya
Tao Tsuchiya (土屋 太鳳 Tsuchiya Tao?,  Tokio, Japón, 3 de febrero de 1995) es una actriz, modelo y cantante japonesa, afiliada a Sony Music Artists Inc.

## Biografía
Tsuchiya nació el 3 de febrero de 1995 en la ciudad de Tokio, Japón. Tiene una hermana mayor, Honoka, quien es modelo, y un hermano menor, Shimba, quien es actor y seiyū.
En 2010, Tsuchiya apareció en la película Ultraman Zero: The Revenge of Belial, donde interpretó a la princesa Emerana Luludo Esmeralda. En 2014, apareció en la película Rurouni Kenshin: Kyoto Inferno, donde dio vida a Makimachi Misao. El 13 de septiembre del mismo año, volvió a interpretar a Misao ahora en la película Rurouni Kenshin: The Legend Ends.
En 2016, se unió al elenco de la serie Omukae Death (también conocida como "Goodbye Ghosts") donde dio vida a Aguma Sachi, una joven que ayuda a los fantasmas a cruzar al otro lado, hasta el final de la serie el 18 de junio del mismo año. En 2017, apareció como personaje principal en la película The 8-Year Engagement, donde interpretó a la chef Mai Nakahara, una joven que luego de encontrar el amor inesperadamente es diagnosticada con una extraña enfermedad. La película está basada en el libro autobiográfico de Hisashi Nishozawa y Mai Nakahara.

## Vida personal
El 1 de enero de 2023, anunció a través de su cuenta de Instagram que contrajo matrimonio con el también actor y cantante Ryōta Katayose, con quien trabajó en la película My Brother Loves Me Too Much. Al mismo tiempo anunció su embarazo.

## Filmografía

### Películas
| Año  | Título                                 | Personaje                         | Notas                  |
| ---- | -------------------------------------- | --------------------------------- | ---------------------- |
| 2022 | Dai kaijū no ato shimatsu              | Yukino Amane                      |                        |
| 2021 | Ai no Utagoe o Kikasete                | Shion Ashimori                    | película de anime      |
| 2020 | Rurouni Kenshin: The Beginning         | Makimachi Misao                   |                        |
| 2020 | Rurouni Kenshin: The Final             | Makimachi Misao                   |                        |
| 2020 | Hinomaru Soul                          | Yukie Nishikata                   |                        |
| 2019 | Whistleblower                          | Nanako Misawa                     |                        |
| 2019 | W's Tragedy                            | Mako Watsuji                      | película de televisión |
| 2019 | Dream Stage                            | Tsubasa Ozawa                     | película de televisión |
| 2019 | Castle of Sand                         | Rieko Naruse                      | película de televisión |
| 2018 | Waiting for Spring                     | Mitsuki Haruno                    |                        |
| 2018 | Kasane: Beauty and Fate                | Nina Tanzawa / Kasane Fuchi       |                        |
| 2018 | My Little Monster                      | Shizuku Mizutani                  |                        |
| 2017 | The 8-Year Engagement                  | Mai Nakahara                      |                        |
| 2017 | My Brother Loves Me Too Much           | Setoka Tachibana                  |                        |
| 2017 | Tori Girl                              | Yukina Toriyama                   |                        |
| 2017 | Policeman and Me (P to JK)             | Kako Motoya                       |                        |
| 2016 | Yell for the Blue Sky                  | Tsubasa Ono                       |                        |
| 2016 | Gold Medal Man                         | Midori Yokoi                      |                        |
| 2015 | Library Wars: The Last Mission         | Marie Nakazawa                    | [ 6 ]                  |
| 2015 | Orange                                 | Naho Takamiya                     | [ 7 ]                  |
| 2015 | Library Wars: Book of Memories         | Marie Nakazawa                    | película de televisión |
| 2014 | The Werewolf Game: The Beast Side      | Yuka Kabayama                     | [ 9 ]                  |
| 2014 | Rurouni Kenshin: Densetsu no Saigo-hen | Makimachi Misao                   | [ 10 ]                 |
| 2014 | Rurouni Kenshin: Kyoto Inferno         | Makimachi Misao                   | [ 11 ]                 |
| 2013 | Sekiseki Renren                        | Juri                              | [ 12 ]                 |
| 2013 | Suzuki Sensei: The Movie               | Somi Ogawa                        | [ 13 ]                 |
| 2013 | Arcana                                 | Maki / Satsuki                    | [ 14 ]                 |
| 2012 | Hatenu Mura no Mina                    | Kanna Matsushita                  | [ 15 ]                 |
| 2012 | Chūshingura: Sono Gi Sono Ai           | Yae Isaka                         | película de televisión |
| 2011 | The Legacy of the Sun                  | Sū-chan                           | [ 17 ]                 |
| 2010 | Ultraman Zero: The Revenge of Belial   | Princesa Emerana Luludo Esmeralda | [ 18 ]                 |
| 2009 | Tsurikichi Sanpei                      | Yuri Takayama                     | [ 19 ]                 |
| 2008 | Tokyo Sonata                           | Mika Kurosu                       |                        |

### Series de televisión
| Año         | Título                                                        | Personaje                         | Notas         |
| ----------- | ------------------------------------------------------------- | --------------------------------- | ------------- |
| 2020        | Bones of Steel                                                | Moe Nomura                        |               |
| 2020 - 2022 | Alice in Borderland                                           | Yuzuha Usagi                      |               |
| 2018        | Downtown Rocket Season 2                                      | Rina Tsukuda                      |               |
| 2018        | We Are Rockets! (Cheer☆Dan)                                   | Wakaba Fujitani                   | 10 episodios  |
| 2017        | I Have Difficulty to Be Loved Too Much by Older Brother       | Setoka Tachibana                  | 5 episodios   |
| 2016        | IQ246: The Cases of a Royal Genius                            | Sōko Watō                         | 10 episodios  |
| 2016        | Omukae Death                                                  | Sachi Aguma                       | 9 episodios   |
| 2016        | Whose Is the Cuckoo's Egg? (Kakkou no Tamago wa Dare no Mono) | Kazami Hida                       | 6 episodios   |
| 2016        | Erased                                                        | Satoru Fujinuma (10 años)         | serie anime   |
| 2015        | Downtown Rocket (Shitamachi Rocket)                           | Rina Tsukuda                      | [ 21 ]        |
| 2015        | Mare                                                          | Mare Tsumura                      | 156 episodios |
| 2014        | Hanako to Anne                                                | Momo Ando                         | 156 episodios |
| 2014        | Konya wa Kokoro Dake Daite                                    | Miu Masaoka                       | 8 episodios   |
| 2013        | Mayonaka no Panya-san                                         | Nozomi Shinozaki                  | [ 25 ]        |
| 2013        | Limit                                                         | Chieko Kamiya                     | 12 episodios  |
| 2012        | Miss Double Faced Teacher (Kuro no Onna Kyōshi)               | Shiori Matsumoto                  | [ 27 ]        |
| 2012        | Ultraman Retsuden                                             | Princesa Emerana Luludo Esmeralda |               |
| 2011        | Suzuki Sensei                                                 | Somi Ogawa                        | [ 28 ]        |
| 2011        | Ouran High School Host Club                                   | Renge Houshakuji                  | [ 29 ]        |
| 2011        | Ohisama                                                       | Hana Kimura                       | [ 30 ]        |
| 2010        | Ryōmaden                                                      | Otome Sakamoto                    | (ep. #1)      |

### Doblajes
| Año  | Título    | Personaje      | Notas           |
| ---- | --------- | -------------- | --------------- |
| 2018 | Bumblebee | Charlie Watson | doblaje japonés |
| 2016 | Ballerina | Félicie        | doblaje japonés |

### Apariciones en programas
| Año  | Programa      | Notas                 |
| ---- | ------------- | --------------------- |
| 2008 | Shabekuri 007 | invitada              |
| 2008 | Vs Arashi     | (ep. #268) - invitada |

### Presentadora
| Año  | Evento                   | Notas |
| ---- | ------------------------ | ----- |
| 2019 | 61th Japan Record Awards |       |
| 2018 | 60th Japan Record Awards |       |

### Apariciones en videos musicales
| Año  | Artista   | Canción                  | Notas |
| ---- | --------- | ------------------------ | ----- |
| 2019 | Lang Lang | "Alive"                  |       |
| 2016 | GReeeeN   | "Dream"                  |       |
| 2016 | Sia       | "Classical Music Mashup" |       |

## Discografía

### Sencillos
| Año  | Título      | Notas                   |
| ---- | ----------- | ----------------------- |
| 2018 | Anniversary | junto a Takumi Kitamura |
| 2017 | Fēlicies    |                         |

## Premios y nominaciones
| Año  | Premios                              | Categoría              | Trabajo | Resultado |
| ---- | ------------------------------------ | ---------------------- | ------- | --------- |
| 2018 | 43rd Hochi Film Award                | Mejor Actriz           |         | Nominada  |
| 2018 | 41st Japan Academy Film Prize        | Mejor Actriz           |         | Nominada  |
| 2018 | 31st Nikkan Sports Film Award        | Mejor Actriz           |         | Nominada  |
| 2016 | 39th Premios de la Academia Japonesa | Recién Llegada del Año | Orange  | Ganadora  |
| 2016 | 40th Premios Élan d'Or               | Recién Llegada del Año |         | Ganadora  |
| 2016 | 41st Hochi Film Award                | Mejor Artista Nuevo    |         | Nominada  |